# Liste der Monuments historiques in Limay (Yvelines)
Die Liste der Monuments historiques in Limay (Yvelines) führt die Monuments historiques in der französischen Gemeinde Limay auf.

## Liste der Bauwerke
| Bezeichnung           | Beschreibung | Standort | Kennzeichnung | Schutzstatus | Datum | Bild           |
| --------------------- | ------------ | -------- | ------------- | ------------ | ----- | -------------- |
| Château des Célestins | Schloss      | (Lage)   | PA00087469    | Inscrit      | 1970  |                |
| Kirche St-Aubin       |              | (Lage)   | PA00087470    | Classé       | 1944  | weitere Bilder |
| Alte Brücke           |              | (Lage)   | PA00087471    | Classé       | 1923  | weitere Bilder |

## Liste der Objekte

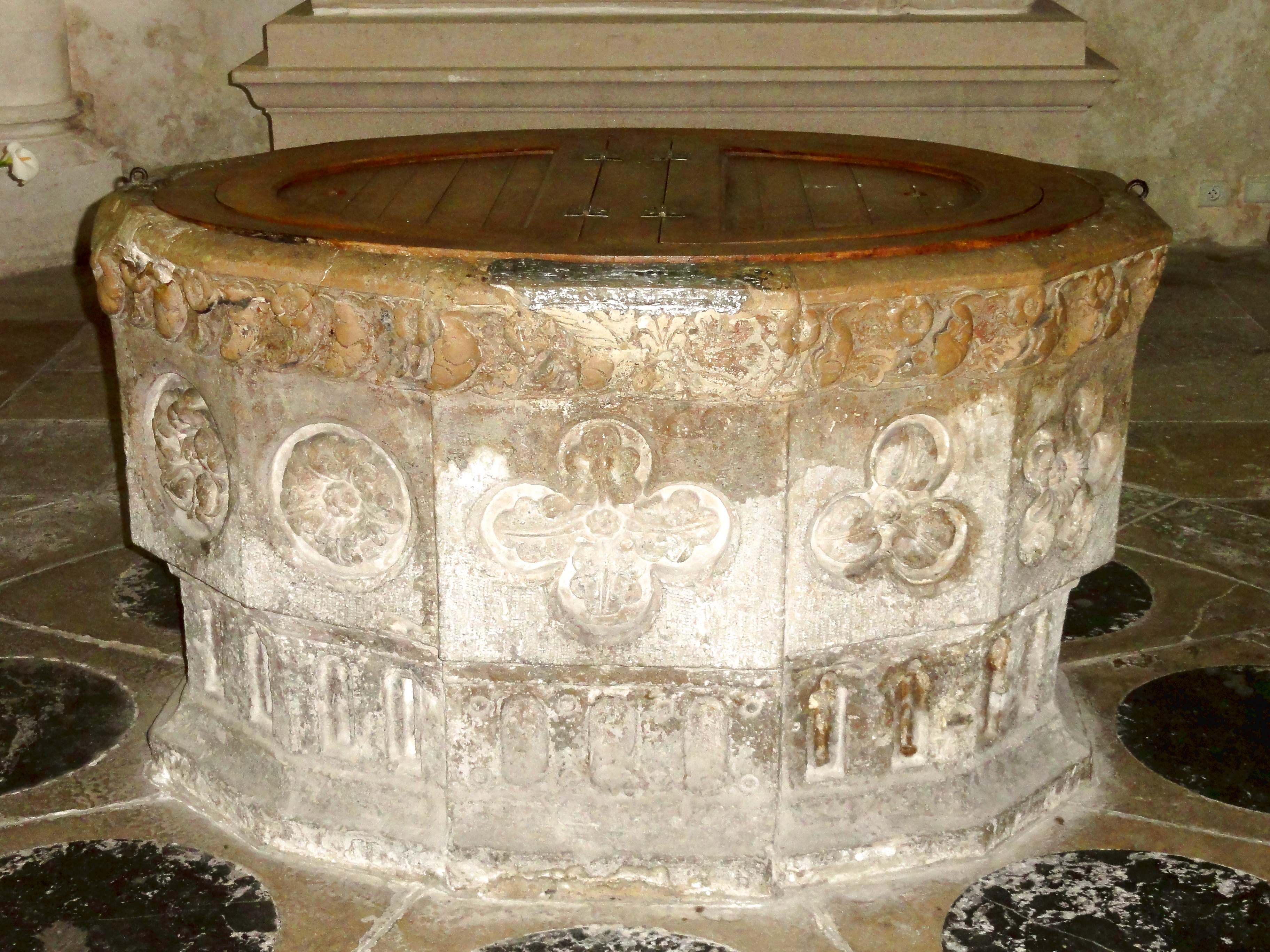
Taufbecken in Limay

- Monuments historiques (Objekte) in Limay (Yvelines) in der Base Palissy des französischen Kultusministeriums

Siehe auch: Taufbecken Limay (Yvelines)